# ニューギニアン・コースタル・ドッグ
ニューギニアン・コースタル・ドッグ（英：New Guinian Coastal Dog）は、パプアニューギニア原産の犬種のひとつである。
同国原産のニューギニアン・シンギング・ドッグ、ニューギニアン・ヒル・ドッグとは別の犬種である。

## 歴史
ニューギニアに初めて渡来してきた人が持ち込んだパリアタイプの犬が土着化して出来た犬種である。先祖となった犬はシンギング・ドッグとヒル・ドッグとはまた別の犬種であり、それぞれが固有の歴史・来歴を持つ。
コースタル・ドッグは主に漁師の手伝いをするのに使われていた。漁のための網を張ったり、薬草猟により麻痺した魚（食べても人体に影響はない）の回収をしたり、獲れた魚を鳥などに取られないように見張りをするのが主な仕事である。この他、簡素な船上で釣りをする釣り人のお供としてコンパニオンを勤めることもある。
又、漁師は本種が漁に大いに役立つことを祈願するため、特別な詠歌を歌いながらこれのフンを海に流すならわしを行う。
コースタル・ドッグはパプアニューギニアの沿海部の一部でのみ飼育されている非常に希少な犬種で、他の国はおろか国内の他地域でさえ飼育されていない。生存頭数も少なく、絶滅が危惧されている。

## 特徴
頭部の形は日本犬にも似るが、その他の部分は典型的なパリア犬の姿をしている。無駄のない引き締まった体つきで、首と脚が長い。耳は立ち耳、尾は飾り毛の少ない鎌尾か、ゆるい巻き尾。コートは硬めのスムースコートで、毛色はレッド・アンド・ホワイト、サンディー・アンド・ホワイト、ブラック・アンド・ホワイトなど。サンディー・アンド・ホワイトは茶毛の柴犬、ブラック・アンド・ホワイトは黒毛の柴犬とほぼ同毛色・同マーキングである。身体能力が高く、運動量は多い。体の大きさは中型犬並みである。